# Nissan GTP ZX-Turbo

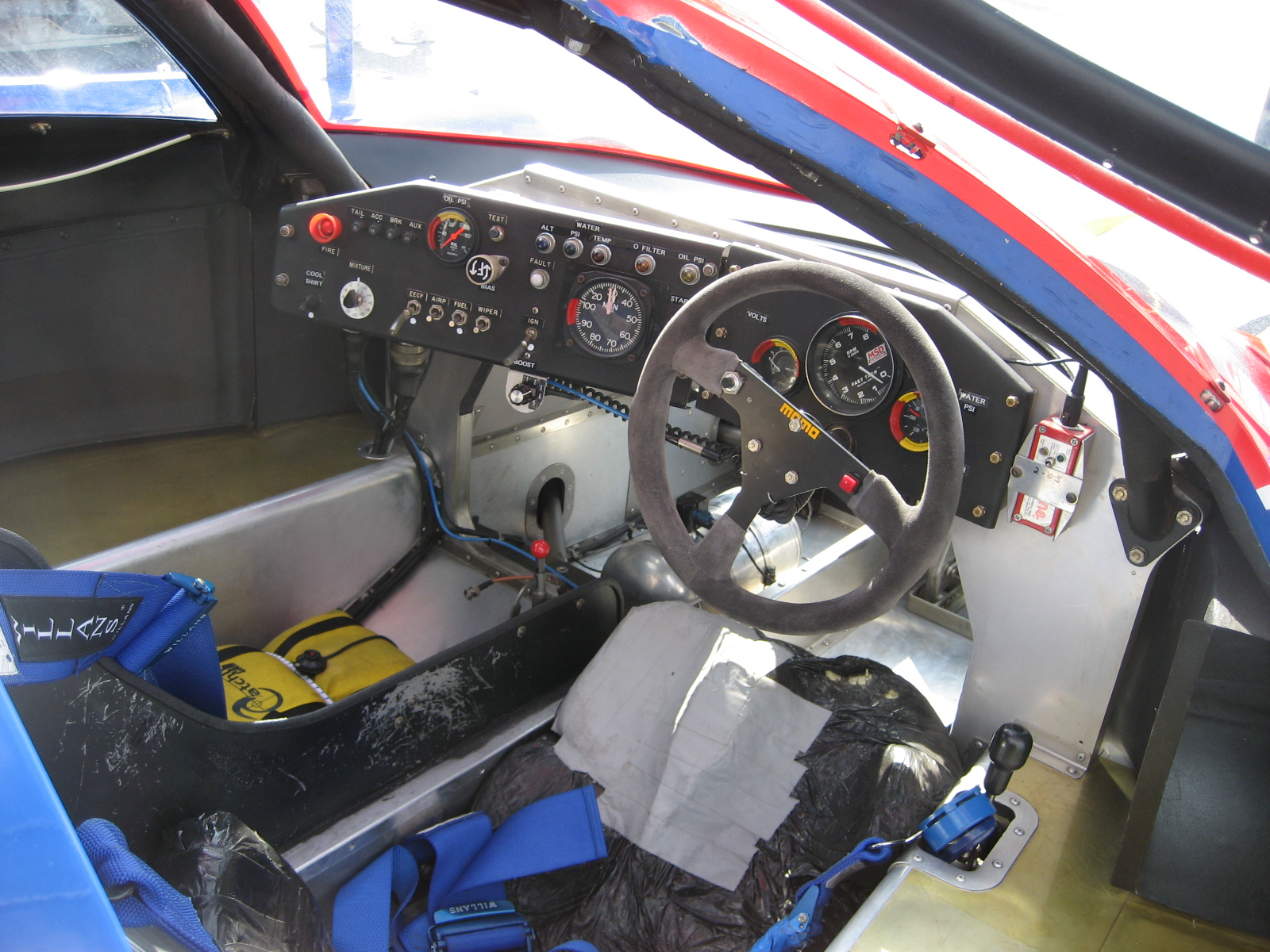
Das Cockpit des GTP ZX-Turbo.

Der Nissan GTP ZX-Turbo (auch als GTP ZX-T bekannt) wurde von Electramotive Engineering von 1985 bis 1990 in der IMSA GT-Meisterschaft eingesetzt. Er erlangte Berühmtheit, da dieser Wagen der erste war, der den Porsche 962 besiegte. In den Jahren 1989 und 1990 gewann Nissan mit diesem Rennwagen auch die Konstrukteurswertung. Der GTP-ZX besaß einen aus dem 300ZX weiterentwickelten VG30ET V6 Turbo-Motor. Nach 1990 wurde dieser Wagen vom Nissan NPT-90 ersetzt.

## Entwicklung
Electramotive Engineering war ab 1984 der offizielle US-Motorsportpartner von Nissan. Ihre Aufgabe war der Einsatz und die Weiterentwicklung des Rennwagens. Das Engagement in der IMSA-Serie diente so wie ab 1983 der Le-Mans-Einsatz den Namen Nissan und das technische Know-how des Konzerns an die Öffentlichkeit zu transportieren. Der Motor wurde unter Mithilfe von Electramotive von Nissan selbst entwickelt. Mit der Entwicklung des Chassis beauftragte man den renommierten Rennwagenbauer Lola Cars International. Die ersten drei Chassis mit der Bezeichnung Lola T810 waren Anfang 1985 fertig. Dieses Chassis war eine Weiterentwicklung des T710, das Lola für die Corvette GTP von Chevrolet entwickelt hatte. Das erste Jahr diente der Weiterentwicklung des Autos, um dann ab 1986 konkurrenzfähig zu sein. In erster Linie musste Electramotive das Auto an die kürzeren Sprintrennen der IMSA-GT anpassen. Lola baute noch drei weitere Chassis, die von Electramotive bis Ende 1987 an die Herausforderungen der IMSA-GT angepasst wurden. Die Anpassungen waren jedoch so umfangreich, dass Electramotive schließlich die Chassis selbst konstruierte und baute. Insgesamt wurden bei Electramotive 1988 fünf Chassis gefertigt. 1990 wurde Electramotive in Nissan Performance Technology Inc. (NPTI) umbenannt und der GTP ZX-Turbo wurde zur Halbzeit der Saison durch den NPT-90 ersetzt.

## Renngeschichte

### 1985–1986
Der Lola T810 hatte seinen ersten Auftritt 1985 in Laguna Seca. Der Wagen wurde von Electramotive-Gründer Don Devendorf und Copilot Tony Adamowicz gesteuert. Sie kamen mit sieben Runden Rückstand auf dem elften Platz ins Ziel. Nach einem Unfall in Charlotte ließ man einige Rennen aus. Beim Rennen in Sears Point holte man noch den neunten Platz. Bei den restlichen Rennen, an denen man teilnahm, fiel man mit technischen Problemen aus. Um die Entwicklung des Autos voranzubringen, entschloss sich Nissan, mehrere Rennen der Saison 1986 auszulassen. Dazu gehörten auch die 24 Stunden von Daytona und die 12 Stunden von Sebring. Der nun Lola T810 Nissan GTP ZX-Turbo genannte Wagen erlebte sein Debüt auf dem Straßenkurs von Miami. Von Erfolg war aber noch nichts zu sehen. Man hatte nach wie vor eine Reihe von Problemen zu lösen. Besser lief es beim nächsten Auftritt in Mid-Ohio. Das Fahrerduo Elliott Forbes-Robinson / Ludwig Heimrath junior erreichte mit dem Auto den siebenten Platz. Electramotive entwickelte den Wagen intensiv weiter und bei seinem nächsten Auftritt, beim Rennen in Portland zeigte sich bereits das Potential, das in dem Auto steckte. Geoff Brabham kämpfte zeitweise um die Führung und erreichte am Ende mit dem dritten Platz das bisher beste Ergebnis des Autos. Einem vierten Platz in Sears Point folgten aber wieder mechanische Probleme bei den nächsten Rennen. Beim Rennen in Columbus, dem letzten Rennen der Saison, reichte es dann für einen fünften Platz. In der Konstrukteurswertung der IMSA-GT erreichte man am Ende den siebenten Platz.

### 1987
Das erste Rennen der Saison, das 24-Stunden-Rennen von Daytona ließ man aus und war erst beim Rennen in Miami am Start. Hier zeigte sich, wie gut Electramotive über den Winter gearbeitet hatte. Elliott Forbes-Robinson / Geoff Brabham besiegten die bis dahin dominierenden Porsche 962 und holten den ersten Sieg für den Lola T810 Nissan GTP ZX-Turbo. Dieses Erfolgserlebnis war aber nur von kurzer Dauer. In Road Atlanta schied das Auto mit einer defekten Kupplung aus und in Riverside beendete ein Unfall das Rennen vorzeitig für den Lola-Nissan. In Laguna Seca reichte es für einen fünften Platz, bevor in Mid-Ohio die Technik wieder versagte. Erst beim letzten Rennen der Saison, dem Rennen in Del Mar konnte der Wagen mit dem sechsten Platz wieder ein nennenswertes Ergebnis einfahren. In der Endwertung reichte es für den fünften Platz in der Konstrukteurswertung. Das war zwar eine Verbesserung gegenüber der vorherigen Saison, aber der Gesamtsieger, der Porsche 962 fuhr sechsmal so viele Punkte ein wie der Lola-Nissan.

### 1988
Der vollkommen überarbeitete Wagen für die Saison 1988 war nun eine Eigenkonstruktion von Electramotive Engineering und hieß nun Nissan GTP ZX-Turbo. Der Name Lola war aus der Typenbezeichnung verschwunden. Nach dem ersten Sieg im Vorjahr sah Nissan nun die Zeit gekommen, mit zwei Autos um Siege mitzufahren. Unfälle vereitelten aber den Plan und so begann man die Saison mit nur einem Auto. Da der GTP ZX-Turbo aber als Sprintauto konstruiert war, ließ man das erste Rennen der Saison, die 24 Stunden von Daytona aus und trat erstmals in Miami an. Das Fahrerduo Geoff Brabham und John Morton, der in den frühen siebziger Jahren des 20. Jahrhunderts in der SCCA mit einem Datsun 510 dominierte, belegten aber nur den enttäuschenden achten Platz. Das nächste Rennen, die 12 Stunden von Sebring ließ man wiederum aus. Der nächste Auftritt des GTP ZX-Turbo war in Road Atlanta und hier zeigte sich das wahre Potential des Autos. Brabham/Morton gewannen mit vier Sekunden Vorsprung vor dem Jaguar XJR-9. Im Gegensatz zur Saison 1987, wo es bei einem Sieg blieb, war es diesmal nur der erste einer Serie von Siegen. Danach folgten Siege in West Palm Beach, Lime Rock, Mid-Ohio, Watkins Glen, Road America, Portland und Sears Point. Beim Rennen in Portland waren erstmals zwei GTP ZX-Turbo am Start und prompt erreichte man einen Doppelsieg. Geoff Brabham gewann vor John Morton. Nach acht Siegen in Folge setzte es beim Rennen in San Antonio eine Niederlage. Nach Problemen mit der Elektrik mussten sich Electramotive/Nissan und Brabham/Morton mit dem zwölften Platz begnügen. Schon das nächste Rennen ging wieder an Nissan. Geoff Brabham siegte in Columbus und Derek Daly, der diesmal den zweiten GTP ZX-Turbo steuerte, kam als siebenter ins Ziel. Daly belegte beim letzten Rennen der Saison, dem 2-Stunden-Rennen in Del Mar den vierten Platz, Geoff Brabham wurde als 22. gewertet. Obwohl Nissan neun der vierzehn Rennen gewann, ging der Gesamtsieg in der Konstrukteurswertung mit nur einem Punkt Vorsprung an Porsche. Durch das Fernbleiben in Daytona und in Sebring verschenkte man den Gesamtsieg. Als Trost blieb aber der Fahrertitel für Geoff Brabham.

### 1989

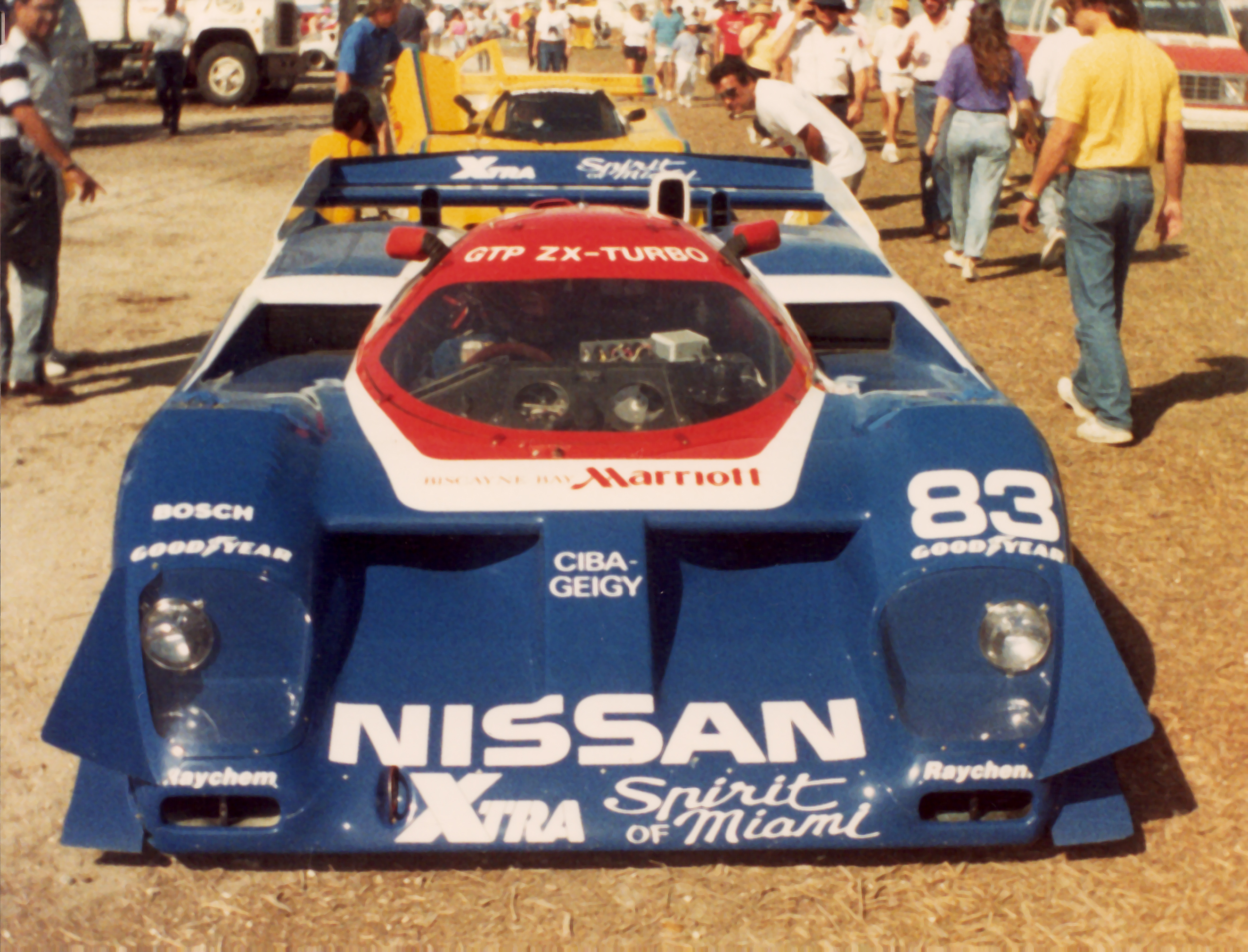
Der GTP ZX-Turbo vor dem Start des Miami Grand Prix 1989.

Nach dem Gewinn des Fahrertitels 1988 durch Geoff Brabham sollte 1989 auch der Konstrukteurstitel her. Dazu musste man aber auch in Daytona und in Sebring antreten, auch wenn der GPT ZX-Turbo nicht für Langstrecken gebaut war. Tatsächlich schieden beide Autos in Daytona aus. Das Rennen in Miami war wieder ein 3-Stunden-Rennen und der Nissan GPT ZX-Turbo holte sich mit Geoff Brabham und Chip Robinson am Steuer den Sieg. Dann kam das 12-Stunden-Rennen von Sebring. Zur Überraschung aller überstand einer der beiden GTP ZX-Turbo die Tortur und Nissan holte sich den ersten Sieg in einem amerikanischen Langstreckenrennen. Auf diesen Sieg folgte noch ein Sieg in Road Atlanta. In Palm Beach hatte man technische Schwierigkeiten und musste sich mit dem sechsten Platz zufriedengeben. In Lime Rock, Mid-Ohio, Mosport und Road America fanden die GTP ZX-Turbo aber wieder zu alter Form zurück und gewannen. In Portland siegte erstmals der neue Jaguar XJR-10 aber in Topeka, San Antonio und Sears Point gehörte der Sieg wieder dem Nissan. Beim vorletzten Rennen in Tampa und beim letzten Rennen in Del Mar musste sich der Nissan aber wieder dem Jaguar geschlagen geben. Es reichte aber diesmal zum Sieg in der Konstrukteurswertung. Das erste Mal seit 1983 hieß der Sieger nicht Porsche. Die Fahrerwertung ging wie im Vorjahr an Geoff Brabham.

### 1990
Nissan wusste, dass die Verteidigung des Titels mit dem schon etwas in die Jahre gekommenen GTP ZX-Turbo problematisch werden würde und arbeitete deshalb intensiv an einem Nachfolger. Bis dieses Auto aber einsatzfähig war, musste noch der GTP ZX-Turbo die Fahnen hochhalten. Als Verstärkung für das aus Electramotive herausgegangene NPTI-Team, das mit zwei Autos antrat, setzte nun das private Busby Racing Team einen dritten GTP ZX-Turbo ein. Wie nicht anders erwartet, schied man beim Saisonauftakt in Daytona aus, aber schon beim nächsten Rennen in Miami ging der Sieg an Nissan. Mit dem zweiten Platz durch Busby Racing errang man sogar einen Doppelsieg. Beim 12-Stunden-Rennen in Sebring feierte man ebenfalls einen Doppelsieg, der aber diesmal im Gegensatz zum Vorjahr niemanden überraschte. Mit Platz fünf für das dritte Auto rundete man den Erfolg ab. Auch die Siege in Road Atlanta und in Palm Beach gingen an Nissan. In Topeka reichte es diesmal nur für den zweiten Platz. Der Sieg ging an den Newcomer Eagle-Toyota. In Topeka feierte aber auch der Nachfolger des GTP ZX-Turbo, der NPT-90 mit dem achten Platz sein Debüt. In Lime Rock überquerte der beste GTP ZX-Turbo erst als vierter das Ziel, doch schon in Mid-Ohio war Nissan wieder zurück an der Spitze. Diesmal aber nicht mit dem GTP ZX-Turbo, sondern mit dem neuen NPT-90. In Watkins Glen siegte ebenfalls der NPT-90. Der beste GTP ZX-Turbo kam hier als Fünfter ins Ziel. In Sears Point trat das NPTI-Team mit zwei NPT-90 an. Der GTP ZX-Turbo wurde nur mehr von Privatteams eingesetzt. Mit Platz sieben durch das Seabroke-Team war das Ende der Karriere des GTP ZX-Turbo offensichtlich. In Portland und in Road America reichte es aber noch immer für den fünften Platz. Nach einem neunten Platz in San Antonio konnte John Paul jr. bei den letzten beiden Rennen in Tampa und in Del Mar mit jeweils dem dritten Platz nochmals auf das Siegespodest mit dem GTP ZX-Turbo fahren. Nissan holte sich den zweiten Konstrukteurstitel und Geoff Brabham seinen dritten Fahrertitel. Den letzten Renneinsatz hatte der GTP ZX-Turbo 1991 in Miami. Garry Brabham holte sich damit bei seinem Debüt den dreizehnten Rang. Zwar tauchte das Auto noch zweimal in den Meldelisten auf, kam aber nicht mehr zum Einsatz. Seine Karriere war beendet, aber der Name blieb noch einige Zeit erhalten. Der NPT-90 trug ihn am Heckflügel.

## Erfolge in anderen Serien
Eines der ersten drei Lola T810-Chassis wurde an die japanische Le Mans Company für den Einsatz in der All Japan Sports Prototype Championship geliefert. Wie in Amerika fiel das Auto laufend wegen technischer Defekte aus. Erst beim letzten Rennen, bei den 1000 Kilometer von Fuji kam Lola T810-Nissan auf dem achten Platz ins Ziel. Auch im folgenden Jahr kam das Auto nur ein einziges Mal ins Ziel. Es war wieder in Fuji, dieses Mal auf dem sechsten Platz. Le Mans Company entwickelte das Auto aber nicht weiter und nahm ab 1987 mit einem Porsche an der japanischen Meisterschaft teil. Nachdem der GTP ZX-Turbo in Amerika durch den NPT-90 ersetzt wurde, kam ein Auto nach Europa, wo es in der Interserie eingesetzt wurde. Bei drei Rennen kam es aber kein einziges Mal ins Ziel und wurde deshalb nicht mehr eingesetzt.